# Béla Tarr
Béla Tarr [ˈbeːlɒ tɒrː] (Pécs, 21 de julho de 1955) é um cineasta húngaro. Sua obra-prima Sátántangó é considerada por muitos críticos um dos melhores filmes de todos os tempos. Além dele, dois outros filmes de Tarr figuram na última edição da mais conceituada lista de melhores filmes de todos os tempos, promovida pela revista britânica Sight and Sound, em colaboração com 846 críticos e realizadores de todo o mundo: A Harmonia Werckmeister (Werckmeister harmóniák) e O Cavalo de Turim (A torinói ló).

## Biografia
Tarr estudou na Faculdade de Cinema e Teatro de Budapeste.  Sua primeira tentativa como cineasta amador foi aos 16 anos  e chamou a atenção do estúdio Béla-Baláz, que se ofereceu, então, para financiar, em 1979, seu projeto Családi tüzfészeko, claramente influenciado pelo realismo socialista. Entretanto, seu estilo mudou inteiramente a partir da adapção televisiva de Macbeth realizada em 1982: Tarr afastou-se do realismo e mostrou-se a partir daí fortemente influenciado pela obra do cineasta russo Andrei Tarkovski. Algumas características de seus filmes são os planos longos, que não raramente atingem a duração de um rolo de 35mm (aproximadamente onze minutos) e o uso do preto-e-branco e de imagens abstratas.
Os filmes de Béla Tarr são frequentemente classificados como pertencentes ao “cinema remodernista” que o realizador estadunidense Jesse Richards começou a propagar a partir do fim dos anos 90. Segundo Richards, cada cena do filme Sátántangó é um exemplo de apurada consciência do momento: Sátántangó é iniciado com um travelling de sete minutos e mais de cem metros, que acompanha um rebanho bovino que se desloca através de uma aldeia húngara, advindo de um barracão. É “assustador” que “este tipo de momento seja ignorado no cinema moderno”.
Todos os filmes a partir de Kárhozat (1988) foram realizados em parceria com o escritor László Krasznahorkai. Outros colaboradores usuais foram Mihály Vig (trilha sonora), Gyula Pauer (cenários e figurinos), Gábor Medvigy (câmera) e Ágnes Hranitzky (montagem e codireção), mulher de Tarr. Sua adaptação do romance Sátántangó, de Krasznahorkai, recebeu grande atenção internacional. Trata-se de um filme em preto-e-branco com duração de 450 minutos, fruto de um trabalho de sete anos. De acordo com Tarr, o tempo de duração do filme é exatamente o mesmo que uma pessoa precisaria para realizar a leitura integral do romance de que o filme é adaptação. Sátántangó estreou na mostra Forum do Festival de Berlim e é desde então considerado por muitos muitos críticos um dos mais importantes filmes dos anos 90. Além de Jesse Richards, Fred Kelemen e J. Biermann, também o diretor estadunidense Gus Van Sant reconhece em Tarr uma forte influência sobre sua obra, especialmente sobre os filmes que realizou a partir de Gerry. A influência de Sátántangó sobre Elefante (Elephant) é indiscutível. O ritmo dos filmes de Tarr aproximam-se de tal modo do ritmo normal da vida que Van Sant os vê como o início de um novo cinema: “[Béla Tarr] é um dos poucos realizadores verdadeiramente visionários”.
O filme O Homem de Londres (A londoni férfi), baseado no romance de Georges Simenon, custou 5 milhões de euros e muitos anos de produção. Ele integrou a seleção oficial da 60ª edição do Festival de Cannes. Em 2009, Tarr anunciou que se aposentaria após terminar seu último projeto, O Cavalo de Turim (A torinói Ió), que estreou em 2011, no Festival de Berlim, e foi condecorado com o Grand Prix do Júri. Além disso, conquistou o prêmio Konrad-Wolf.
Béla Tarr é professor convidado da Academia de Cinema e Televisão de Berlim desde 1990. Entre seus estudantes, ganharam fama, entre outros, Fred Kelemen, Ingo J. Bierman e Sebastian Bieniek. Tarr participou da idealização do Festival de Cinema de Sarajevo, inaugurado em 1995, e fundou na cidade o Sarajevo Film Factory, em colaboração com a Sarajevo school of science and technology.

## Filmografia
| Ano  | Título original                         | Título internacional (em inglês)        | Título no Brasil          | Título em Portugal |
| ---- | --------------------------------------- | --------------------------------------- | ------------------------- | ------------------ |
| 1978 | Hotel Magnezit (curta-metragem)         |                                         |                           |                    |
| 1979 | Családi tüzfészek                       | Family Nest                             |                           |                    |
| 1981 | Szabadgyalog                            | The Outsider                            |                           |                    |
| 1982 | Macbeth (TV)                            | Macbeth                                 |                           |                    |
| 1982 | Panelkapcsolat                          | The Prefab People                       |                           |                    |
| 1984 | Öszi almanach                           | Almanac of Fall                         |                           |                    |
| 1988 | Kárhozat                                | Damnation                               |                           |                    |
| 1990 | Utolsó hajó (curta-metragem)            |                                         |                           |                    |
| 1990 | Az utolsó hajó, segmento de City Life   |                                         |                           |                    |
| 1994 | Sátántangó                              | Satantango                              |                           |                    |
| 1995 | Utazás az Alföldön (curta-metragem)     | Journey on the Plain                    |                           |                    |
| 2000 | Werckmeister harmóniák                  | Werckmeister Harmonies                  | Harmonias de Werckmeister |                    |
| 2004 | Prologue, segmento de Visions of Europe | Prologue, segmento de Visions of Europe |                           |                    |
| 2007 | A londoni férfi                         | The Man from London                     | O Homem de Londres        | O Homem de Londres |
| 2011 | A torinói ló                            | The Turin Horse                         | O Cavalo de Turim         | O Cavalo de Turim  |

## Prêmios
- 1979: Grand Prix do Festival de Mannheim-Heidelberg por Családi tüzfészek
- 1988: Prêmio Rosa Camuna de bronze no Encontro de Cinema de Bergamo por Kárhozat
- 1994: Prêmio Caligari do Festival de Berlim para Sátánstangó
- 1994: Prix de l'Age d'Or para Sátánstangó
- 2001: Grand Prix da Semana de Cinema da Hungria para A Harmonia Werckmeister
- 2001: Prêmio Gene Moskowitz da Crítica na Semana de Cinema da Hungria para A Harmonia Werckmeister
- 2002: Prêmio László B. Nagy para A Harmonia Werckmeister
- 2003: Prêmio do Festival de Cinema de Jerusalém pelo conjunto da obra
- 2005: Prêmio de Cineasta Estrangeiro do Ano no Festival de Cannes, por Kárhozat
- 2005: Andrzej Wajda Freedom Award da American Cinema Foundation
- 2011: Grand Prix do Júri (Urso de Prata) do Festival de Berlim para O Cavalo de Turim
- 2011: Prêmio FIPRESCI do Festival de Berlim para O Cavalo de Turim
- 2011: Prêmio Konrad-Wolf da Academia de Artes de Berlim
- 2011: Prêmio Honorário do Festival de Cinema de Istambul
- 2011: Prêmio do Festival de Cinema de Reykjavik pelo conjunto da obra
- 2011: Prêmio do Festival de Cinema de Yerevan pelo conjunto da obra
- 2012: Prêmio FIPRESCI do Festival de Palm Springs para O Cavalo de Turim
- 2013: Prêmio Kinema Junpo para O Cavalo de Turim
- 2013: Prêmio de Cinema da cidade de Bremen pelo conjunto da obra